# Hải Bắc (xã)
Hải Bắc là một xã cũ thuộc huyện Hải Hậu, tỉnh Nam Định, Việt Nam.
Xã Hải Bắc có diện tích 4,08 km², dân số năm 2022 là 7.757 người, mật độ dân số đạt 1.901 người/km².